# Манингрида (аэропорт)
Аэропорт Манингрида (англ. Maningrida Airport) — небольшой региональный аэропорт расположенный в местечке Манингрида, Северная территория, Австралия. Аэропорт обслуживается компанией «Maningrida Council Inc».

## Технические данные
Взлетно-посадочная полоса 14/32 (1530 х 30 м) с асфальтовым покрытием располагается на высоте 37 метров над уровнем моря.